# ROMANCE/家へ帰ろ
「ROMANCE/家へ帰ろ」（ロマンス/うちへかえろ）は、1995年10月30日にリリースされたDREAMS COME TRUEの19thシングル（両A面シングル）。

## 概要
- 2曲とも、後に8thアルバム『LOVE UNLIMITED∞』に収録。
- 1995年のNHK紅白歌合戦にて、『LOVE LOVE LOVE』とともに披露。
- 『史上最強の移動遊園地 DREAMS COME TRUE WONDERLAND '95』ツアー終了間際に制作されたため、この曲のミュージックビデオにはダンサーとして参加していたZOOのメンバーをはじめ、サポートメンバーが多数出演している。

## 収録曲
1. ROMANCE
  - 作詞：吉田美和、作曲・編曲：中村正人
  - TBS系ドラマ「長男の嫁2」主題歌＆挿入歌。
  - ミュージックビデオが制作され、吉田美和がバックダンサーを従えダンスをしながら歌うという映像を主に収録していた。この曲が収録されたアルバム「LOVE UNLIMITED∞」のCD-EXTRAに収録、2009年に完全予約限定で発売された20周年アニバーサリー・ブック&DVDセット「DO YOU REMEMBER 20 YEARS WITH DREAMS COME TRUE?」において初めてDVD化されている。
2. 家へ帰ろ
  - 作詞：吉田美和、作曲・編曲：中村正人
  - TBS系ドラマ『長男の嫁』2ndシリーズ・挿入歌。

## 収録アルバム
ROMANCE
- LOVE UNLIMITED∞(1996年4月1日、∞ VERSION)
- BEST OF DREAMS COME TRUE(1997年10月1日、非公式アルバム)
- DREAMANIA DREAMS COME TRUE 〜SMOOTH GROOVE COLLECTION〜(2004年1月9日)
- DREAMS COME TRUE THE ウラBEST! 私だけのドリカム(2016年7月7日)

家へ帰ろ
- LOVE UNLIMITED∞(1996年4月1日)